# 宮﨑敏郎
宮﨑 敏郎（みやざき としろう、1988年12月12日 - ）は、佐賀県唐津市出身のプロ野球選手（内野手）。右投右打。横浜DeNAベイスターズ所属。

## 経歴

### プロ入り前
佐賀県立厳木高等学校在学中には、1年生の春から投手でベンチ登録。2年生の夏から「4番・投手」を務めるとともに、公式戦で通算24本塁打を記録したが、春夏秋を通じて全国大会と縁が無かった。
日本文理大学への進学後には、1年生の秋から三塁手のレギュラーに定着。九州大学野球のリーグ戦では、2度の首位打者、3度のMVP、ベストナインを獲得した。また、2年生から2年続けて全日本大学野球選手権に出場。3年生の時には、5番打者として、チームのベスト8進出に貢献した。4年生の時には主将も務めている。
就職活動で10社以上の企業から採用を見送られたが、大学卒業後はセガサミーへ入社。同社の硬式野球部には「遊撃手ができます」と嘘を言って拾って貰ったが、本人は野球部側も嘘は承知であったと認識している。野球部では、打線で1番や3番を任され、2年目にはチーム事情から二塁を守った。東京第3代表として出場した第83回都市対抗野球大会では、初戦の日本通運戦の8回裏に、チームに3年ぶりの勝利をもたらす逆転満塁本塁打を放ち、勝負強さを印象付けた。
2012年10月25日に行われたドラフト会議で、横浜DeNAベイスターズから6位指名を受け、契約金3500万円、年俸850万円（金額は推定）という条件で入団した。背番号は51。セガサミーのチームメイトである赤堀大智も、横浜DeNAからの4巡目指名を経て入団した。

### 横浜DeNA時代

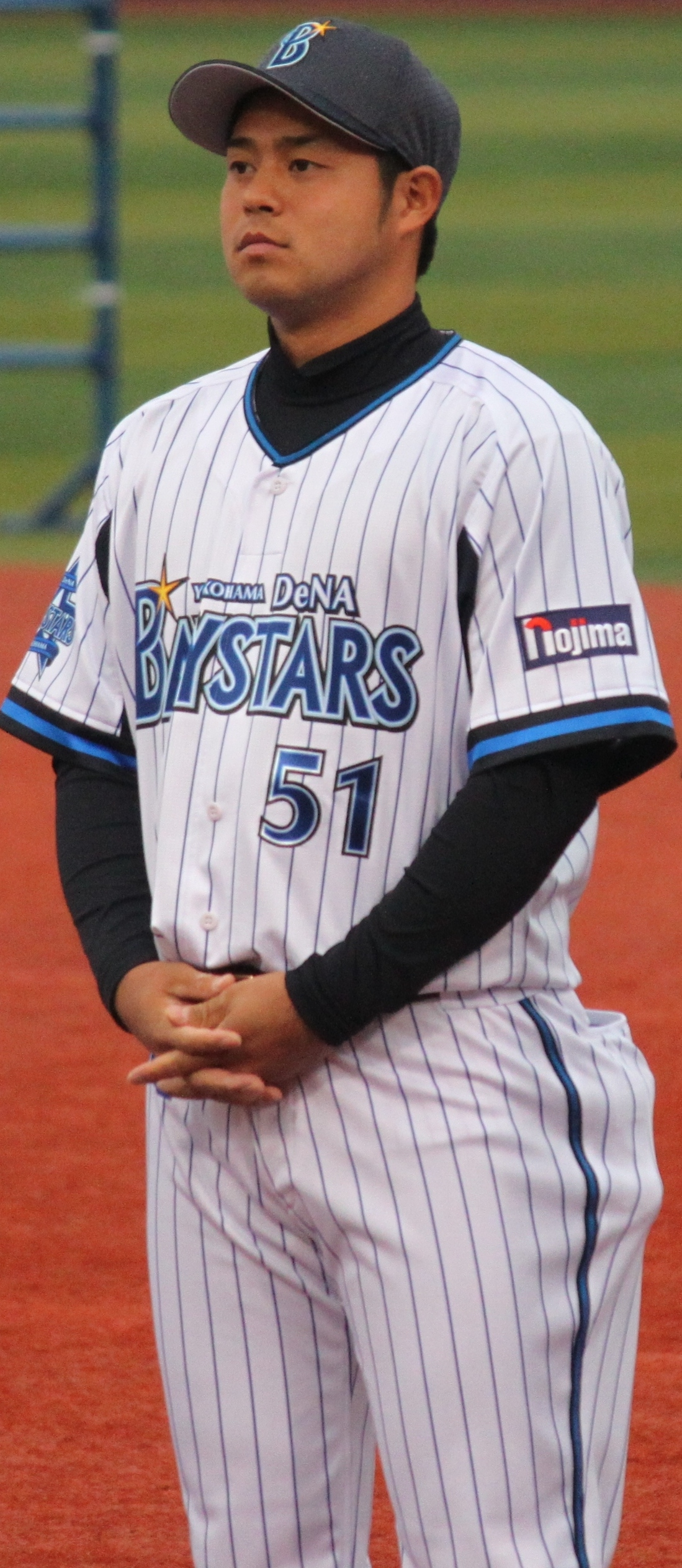
ファンフェスタでの新人選手紹介式にて
2012年11月23日、横浜スタジアム

2013年は、春季キャンプ中に左外腹斜筋の肉離れを起こした影響で、開幕一軍入りを逃した。しかし、イースタン・リーグでは、公式戦の開幕直後からクリーンアップに定着。4月中旬の公式戦で3試合連続本塁打を記録した。5月19日にプロ入り後初の出場選手登録を果たすと、5月20日のオリックス・バファローズ戦（京セラドーム大阪）8回表に代走として一軍公式戦にデビュー。6月2日の北海道日本ハムファイターズ戦（旭川スタルヒン球場）では、「6番・三塁手」として一軍で初めて先発出場した。第1打席で2点適時打を打ち、一軍での初安打と初打点を記録。8回裏の第4打席では、この年のセントラル・リーグの新人選手では最も早く一軍での初本塁打を打った。シーズン通算では、一軍公式戦33試合の出場で、2本塁打、5打点、打率.250を記録。三塁手として11試合、4試合で二塁手として4試合に先発出場した（いずれも無失策）。また、61試合に出場したイースタン・リーグの公式戦では、7本塁打を打った。

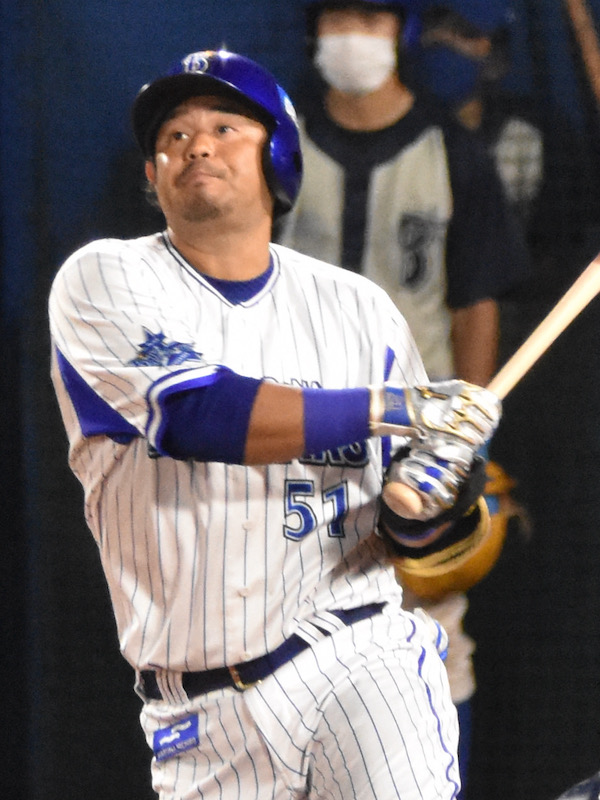
2020年7月23日 横浜スタジアム

2014年は、シーズン初の出場選手登録2日後の4月26日に、二塁手として阪神タイガース戦（横浜）に出場。9回表無死一塁で大和の投前犠打に対して一塁のベースカバーへ入った際、犠打を捕球した山口俊が二塁に送球すると思い込んで目をそらし、山口から一塁へ送球された球を捕れなかった。このプレーで一軍初失策を記録すると、一軍監督・中畑清から「野球の世界にないボーンヘッド」と酷評され、出場選手登録からわずか2日で登録を抹消される。その後、チームにはオリックスから移籍したアーロム・バルディリスや、シーズン途中に入団したユリエスキ・グリエルが内野のレギュラーに定着し、他の日本人内野手が一軍で台頭したこともあって、この年の宮﨑の一軍公式戦への出場はわずか5試合に留まった。3年後のインタビュー記事では、この件について本人は「正直、僕の野球人生はこれで終わったと思いました。かなり落ち込みましたし、これでもうチャンスはなくなるんだろうなと」と語る一方、「まあ、今だから言えますけど、あのプレーで少し名前は知ってもらえたなって」と振り返っている。
2015年は、シーズン中盤以後、石川雄洋に代わって主に二塁手として一軍公式戦の先発に起用される機会が増えた。7月20日の東京ヤクルトスワローズ戦（明治神宮野球場）では、「3番・二塁手」として先発に起用されると、9月10日の同カードではトニー・バーネットからソロ本塁打を打った。宮﨑がこの年に一軍公式戦で打った本塁打も、バーネットが公式戦で打たれた本塁打も、この一打のみであった。9月21日の広島戦で走塁中に右足首を捻挫し、そのままシーズンを終えた。一軍公式戦通算では、58試合の出場で打率.289を記録。二塁手として35試合、一塁手として3試合、三塁手として1試合でスタメンに起用された。オフに、350万円増となる推定年俸1200万円で契約を更改した。
2016年は、レギュラーシーズンの開幕当初から正二塁手の座を石川と争い、セ・パ交流戦から先発起用の機会が増加。6月14日の日本ハム戦（札幌ドーム）からは、主に5番打者を任され、8月上旬には一時7番打者として先発に起用された。一軍公式戦では、レギュラーシーズンにおけるセントラル・リーグの規定打席に届かなかったが、101試合の出場で打率.291、11本塁打、36打点とプロ入り後自己最高の成績を記録。打線の中軸を担い、チームを球団史上初めてのクライマックスシリーズ（CS）進出に導いた。守備面では、二塁手として36試合、三塁手として27試合、一塁手として20試合でスタメンに起用された。チームのレギュラーシーズン3位で迎えたポストシーズンでは振るわず、クライマックスシリーズ・ファイナルステージでの敗退が決まった直後には、監督のアレックス・ラミレスがシーズン終了記者会見で「（4番打者の）筒香嘉智との勝負を余儀なくされるほど（相手投手に警戒される力量）の打者を5番に据える必要がある」というコメントを残した。オフに、1800万円増となる推定年俸3000万円で契約を更改した。
2017年は、一軍公式戦の開幕から5番打者として打率3割を記録していたが、4月中旬に脇腹を痛めて一時戦線を離脱した。5月3日の読売ジャイアンツ戦（東京ドーム）から一軍に復帰すると、6月11日の埼玉西武ライオンズ戦（メットライフドーム）で規定打席に到達し、打率（.327）でセ・リーグの2位に急浮上。6月15日の千葉ロッテマリーンズ戦で唐川侑己から一軍公式戦初の満塁本塁打、7月5日の阪神戦で一軍公式戦初の1試合5安打を記録するなどの活躍を背景に、オールスターゲームにもセ・リーグの監督推薦選手として初出場を果たした。8月22日の広島戦（横浜）では、3点ビハインドで迎えた9回裏無死一塁から3番打者の筒香による2点本塁打、4番打者のホセ・ロペスによる同点ソロ本塁打に続いてソロ本塁打を記録。2年連続の一軍公式戦における2桁本塁打を達成し、チームをサヨナラ勝利、8回表からの登板で2イニングを無失点に抑えていた新人の尾仲祐哉を一軍公式戦初勝利へ導いた。DeNAで3人以上の打者が一軍公式戦で連続本塁打を打った事例は（前身球団を含めて）12年ぶり10度目だが、NPBのチームが3者連続本塁打によって逆転サヨナラ勝利を収めた事例は、パシフィック・リーグを含めても一軍公式戦史上初だった。9月6日のヤクルト戦（横浜）でも延長11回裏に先頭打者として松岡健一からサヨナラ本塁打を打っている。シーズンの中盤から打率でセ・リーグの首位に立つと、最終打率.323で首位打者のタイトルを初めて獲得した。「首位打者&盗塁ゼロ」は2001年の福浦和也、2012年の阿部慎之助に続いて史上3人目、一軍公式戦で1度も盗塁を記録しないまま首位打者を獲得した選手は宮﨑が初めてという珍記録であった。チームの2年連続レギュラーシーズン3位で臨んだCSでは、阪神とのファーストステージ突破を経て、広島とのファイナルステージ全5試合で打率.368、2本塁打を記録。チームを19年ぶりの日本シリーズ進出へ導いた。福岡ソフトバンクホークスとの日本シリーズでも、全6試合で打率.400、2本塁打と好調を維持したが、チームは2勝4敗で敗退した。シリーズの終了後には、セ・リーグの三塁手部門でベストナインを受賞した。12月5日、5000万円増となる推定年俸8000万円で契約を更改した。
2018年は、レギュラーシーズンの開幕戦から、主に「5番・三塁手」として活躍。オールスターゲームでは、前年に続いてセ・リーグの三塁手部門ファン投票1位で出場すると、第2戦で同ゲーム初安打を菊池雄星からの本塁打で記録した。8月17日の広島戦では、3点ビハインドで迎えた8回裏に、4番打者・筒香の満塁本塁打に続いてソロ本塁打。6番打者のネフタリ・ソトもソロ本塁打を打ったため、横浜スタジアムでの同カードにおける3者連続本塁打記録に2年連続で名を連ねた。一軍公式戦全体では、全143試合中1試合に欠場しただけで、チームトップの打率.318、自己最多の71打点、自己最多にしてチーム3位の28本塁打という好記録を記録。前年からのベストナインに加えて、ゴールデングラブ賞もセ・リーグの三塁手部門で初めて獲得した。シーズン終了後の契約更改では、8000万円増となる推定年俸1億6000万円で契約を更改し、1億円プレーヤーの仲間入りを果たした。
2019年は、レギュラーシーズンの開幕から打撃が振るわず、4月終了の時点で打率.165、得点圏打率.048、4打点と低迷。それでも、ラミレスの方針で正三塁手としての起用が続いたところ、5月には月間打率.367、5本塁打を放つほどにまで復調した。以降も打線の中軸を担っていたが、8月7日の広島戦（マツダ）6回表の打席でファウルを打った際に左手を痛め、翌8日付で出場選手登録を抹消された。同9日に、左手の有鈎骨を摘出する手術を受けた。手術の当初はシーズン中の実戦復帰が困難と見られていたが、9月12日の巨人戦（横浜）から一軍に復帰した。復帰後は11試合の出場で打率.308、2本塁打を記録するほど好調で、チームのレギュラーシーズン2位確定や、本拠地・横浜スタジアムでのCS初開催に貢献した。阪神とのCSファーストステージでも好調を維持。CS史上9人目の2試合連続猛打賞や、CS最多記録である通算5度目の猛打賞を達成し、チームトップの打率.538を記録した。一軍公式戦114試合に出場したレギュラーシーズンでは、序盤の不振や夏場の戦線離脱もあったが、リーグの規定打席へ到達。3年連続の打率3割達成はならなかったが、打率.284（リーグ12位）、15本塁打、49打点と奮闘した。チームもCSで敗退したが、シリーズ終了後の12月4日に、推定年俸1億6000万円（現状維持）という条件で契約を更改した。
2020年は、シーズン当初から安定した打撃でチームを支え、長期離脱や不振もなく113試合に出場し、打率.301（リーグ7位）、14本塁打、53打点の成績を残した。規定打席に到達した右打者で、打率3割を超えたのは宮﨑のみであった。12月18日に推定年俸1億7000万円（1000万円増）で契約更改した。
2021年は、国内FA権を取得。シーズンでは主に「5番・三塁手」として出場し、全ての月で打率.280を超えるなど、1年を通して安定感を発揮した。9月29日のヤクルト戦で小川泰弘からソロ本塁打を放ち、プロ野球史上304人目となる通算100本塁打を達成。大卒の社会人経験者では球団初の快挙だった。シーズンでは141試合に出場し、打率.301、16本塁打、73打点を記録した。10月29日に記者会見を開き、国内FA権を行使せずに6年契約でDeNAに残留することを表明。11月26日には、年俸総額12億円＋出来高払いで6年契約を結んだ。
2022年も、開幕から「5番・三塁手」として先発出場を続けていたが、4月19日の阪神戦（横浜）で二塁に走塁した際に足を痛めて途中交代。左太腿裏の炎症でしばらく様子を見ていたが、4月23日に一軍登録を抹消された。5月15日に一軍登録されると、6月7日の日本ハム戦（札幌）では先発の今永昇太がノーヒットピッチングを続ける中、9回二死から決勝打となる2点適時打を打ち、ノーヒットノーラン達成をアシストした。例年通り3割前後の打率をキープし、9月前半は調子を落とすも、9月17日の広島戦（横浜）で史上315人目、球団の日本人右打者では最速となる945試合目の出場で通算1000安打を達成。最終的に打率.2995で打率3割に乗せた。
2023年は、開幕から自己最長の15試合連続安打を記録するなど春先から好調で、3月・4月は打率.444、4本塁打、13打点の成績を残し、月間MVPを初受賞した。5月4日の広島戦では、自身6年ぶりとなるサヨナラ本塁打を松本竜也から打ち、5月25日までは打率.402を記録していた。コンディションに配慮し、休養を挟みながらの起用を続けていたが、6月8日の試合前に痛みを訴え、右肋骨肋間筋の炎症と診断される。3試合スタメンから外れ、6月12日のオリックス戦（京セラドーム）でスタメン復帰を果たすと宮城大弥から走者一掃の適時二塁打とダメ押しの本塁打を記録した。その後も打率1位をキープし続け、7月にはオールスターゲームに選手間投票で選出された。7月の月間打率は打率.214と夏場に入ると疲れが見え始め、8月21日には左肋間筋の炎症で登録を抹消された。9月1日に一軍復帰し、その日の巨人戦（横浜）で鈴木康平から本塁打を放ち復帰をアピールした。通算1075試合目となる9月25日の対巨人戦（横浜）ではプロ入り初盗塁を企図、初盗塁を決めた。1075試合目のプロ初盗塁は投手である皆川睦雄の731試合目を大きく上回る史上最遅記録となった。故障による欠場もあったが9月27日にシーズンの規定打席に到達。最終的に2位西川龍馬（広島）の打率.305を引き離す打率.326で自身2度目のセ・リーグ首位打者を獲得し、全133安打のうち内野安打は10個に留まった。また、2018年以来の20本台となる20本塁打（チーム単独2位かつリーグ単独8位）を記録し、自身初となるOPS.900超えを記録した。また、三塁手としてゴールデングラブ賞とベストナインも獲得するなど、攻守にわたり躍動した。
2024年も、開幕から「5番・三塁手」として先発出場を続ける。5月10日の阪神戦（横浜）の6回表の守備中に、井上広大の打球が宮﨑の頭部付近に直撃し、担架でベンチ裏に下げられた。病院には行かず、チームドクターによって頭部打撲と診断された。翌日はベンチ入りメンバーからは外れたが、5月12日には「3番・三塁手」として試合に復帰した。5月30日の東北楽天ゴールデンイーグルス戦（横浜）で、5回二死にソロ本塁打、7回二死に左翼ポール直撃の3点本塁打と2打席連続本塁打を放ち、通算500打点に到達した。6月6日に数日前から左太腿に違和感が生じていたことからチームドクターの診察を受けたところ軽い肉離れと診断され、翌6月7日に出場選手登録を抹消された。二軍戦での調整を挟まずに、交流戦明けの6月21日より出場選手登録され、同日の試合よりスタメンにも復帰した。一軍復帰後も調子が上がらなかったが、6月27日の巨人戦（横浜）ではマルチ安打を記録したほか、延長10回裏一死、カイル・ケラーからサヨナラソロ本塁打を記録し、チームの同年初のサヨナラ勝ちを演出した。これが自身8本目のサヨナラ打となり、サヨナラ打の球団最多記録に並んだ。8月12日の広島戦で走塁の際に足を違和感を訴えて途中交代し、試合後に広島市内の病院で患部の画像を撮りチームドクターが確認したところ、右股関節インピンジメントと診断された。診断後は守備に就かず代打での出場を続けていたが、21日には三塁手としてのスタメンに復帰した。9月21日の阪神戦で島本浩也から3点本塁打を放ち、プロ野球史上181人目となる通算150本塁打を達成した。10月13日の阪神とのCSファーストステージ第2戦では7回表に三塁へのゴロを打った際に一塁へ走れず、田中浩康コーチに背負われてベンチに下がって交代となった。右下肢の攣りと発表され、大事には至らず、16日からの巨人とのCSファイナルステージにはスタメンで出場した。ポストシーズンでは打撃不振に陥り苦しんでいたが、ソフトバンクとの日本シリーズでの第4戦で1点リードの7回にシリーズ2安打目となるソロ本塁打を放ち、貴重な追加点を叩きだしすと、開幕2連敗だったチームは2勝2敗のタイに持ち込み、そこから4勝2敗で26年ぶりの日本一を達成した。

## 選手としての特徴

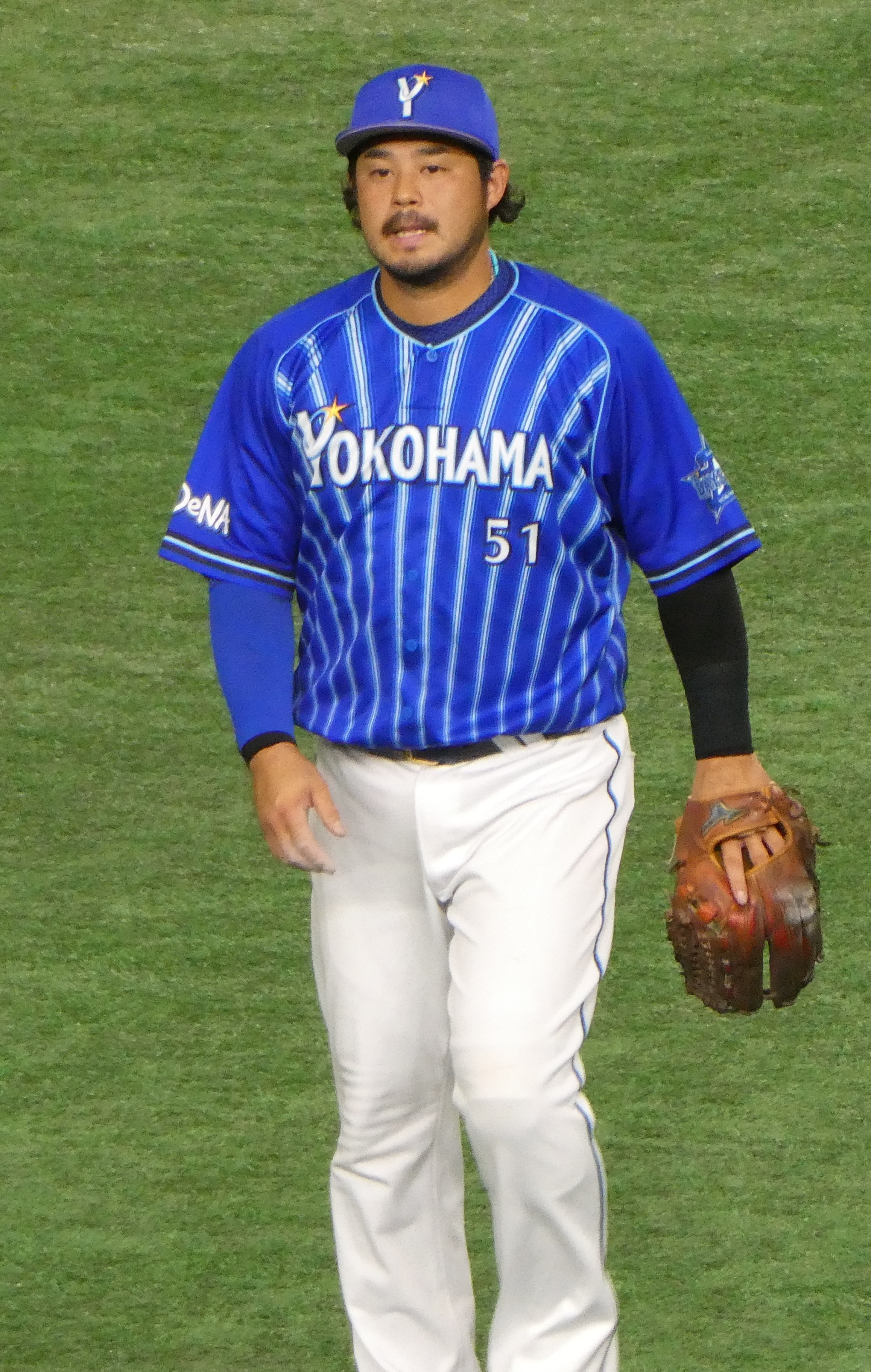
守備に就く宮﨑
2021年8月28日、東京ドームにて

### 打撃
身長172cmとプロのスポーツ選手としては小柄だが、打席では左足を上げてからのフルスイングから、本来は逆方向となるライト方向を中心に広い角度にわたって長打力を発揮。セガサミー時代の2年間に3番を任されたのも、「放っておけばずっと打撃練習（に明け暮れていたこと）」に加えて、「スイングが速く、（打席で）我慢できる分だけ、投球を捉える能力が高かった」からという。また、バットを投手側に傾けるようにしながらタイミングを取る独特の打撃フォームは、小学生のときから変わらないという宮﨑のオリジナルフォームであり、幼少期に体が小さく、体全体を使って遠くに飛ばす方法を考えて辿り着いたものだという。

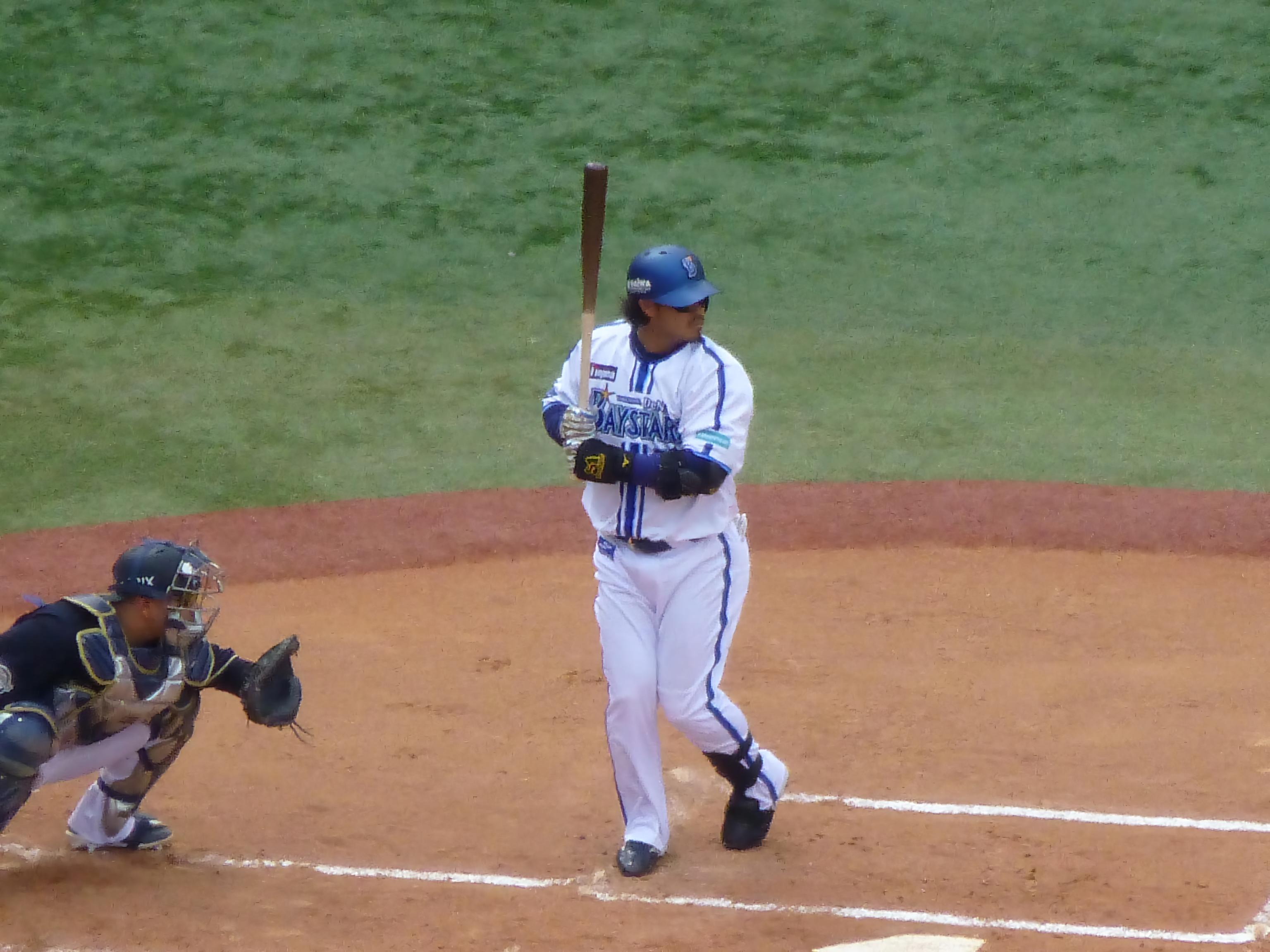
宮﨑の打撃フォーム

モーションの大きい豪快なバッティングフォームとは裏腹に、巧みなバットコントロールにも定評があり、首位打者を獲得した2017年から始まり2020年シーズンに至るまで、4年連続で規定打席到達者内におけるセ・リーグ最少三振を記録していた。セ・リーグでの4年連続記録は前田智徳（2004 - 2007年）に並ぶ。翌21年こそ青木宣親の44三振に次ぐ53で連続記録は途切れるが、続く22年シーズンでは35三振、23年シーズンは43三振（中日・大島洋平と同数）、24年シーズンは29三振で、再び連続最少打者を継続している。通算7回はプロ野球現役最多（歴代最多は吉田義男の10回）。
ただし、阪神タイガースの青柳晃洋に対して相性が悪く、2022年は相手先発が青柳の時に限りスタメンを外されていた。
犠打に関しては一軍公式戦では一度も決めたことはなかったが、2022年のクライマックスシリーズ・ファーストステージ第2戦で初めて犠打を記録した。

### 走塁
プロ入り後は長らく盗塁も盗塁死も皆無であり、プロ野球史上初、首位打者を一軍通算盗塁ゼロで受賞した選手だった。しかし、2023年9月25日の巨人戦でメンデス投手からプロ入り後初の盗塁を成功させた。本来はエンドランのサインだったが、打者が空振りしたことにより盗塁企図となったものだった。通算1075試合目の初盗塁はプロ野球史上最遅記録となる。また、2024年4月14日のヤクルト戦で、プロ入り後初の盗塁死を記録（プロ入団以後、盗塁の挑戦機会としては2度目）。プロ12年目、通算1095試合目での出来事であった。2024年9月29日の阪神戦では通算2盗塁目を三盗で記録した（本盗の牧秀悟との重盗）。これはスクイズに対して投球がそれたことによるものだが、投球時点でスタートを切っていたため、暴投ではなく盗塁が記録されたものである。

### 守備
三塁守備の範囲は決して広くはないが、手堅いゴロ捕球、モーションが少々大きいながらも安定した送球能力を持っており、2018年と2023年の2度ゴールデングラブ賞を受賞している。初受賞する前年の2017年シーズンでも、守備指標UZRでは宮崎が12球団の三塁手の中で最も高い数値を記録していた。2019年以降は失策数を1桁に抑えている。インタビューでは二軍コーチの万永貴司の指導と、2014年まで在籍していた中村紀洋の姿がプラスになったと語る。グラブはベーシックな形よりも一回り大きいものを使用している。

## 人物

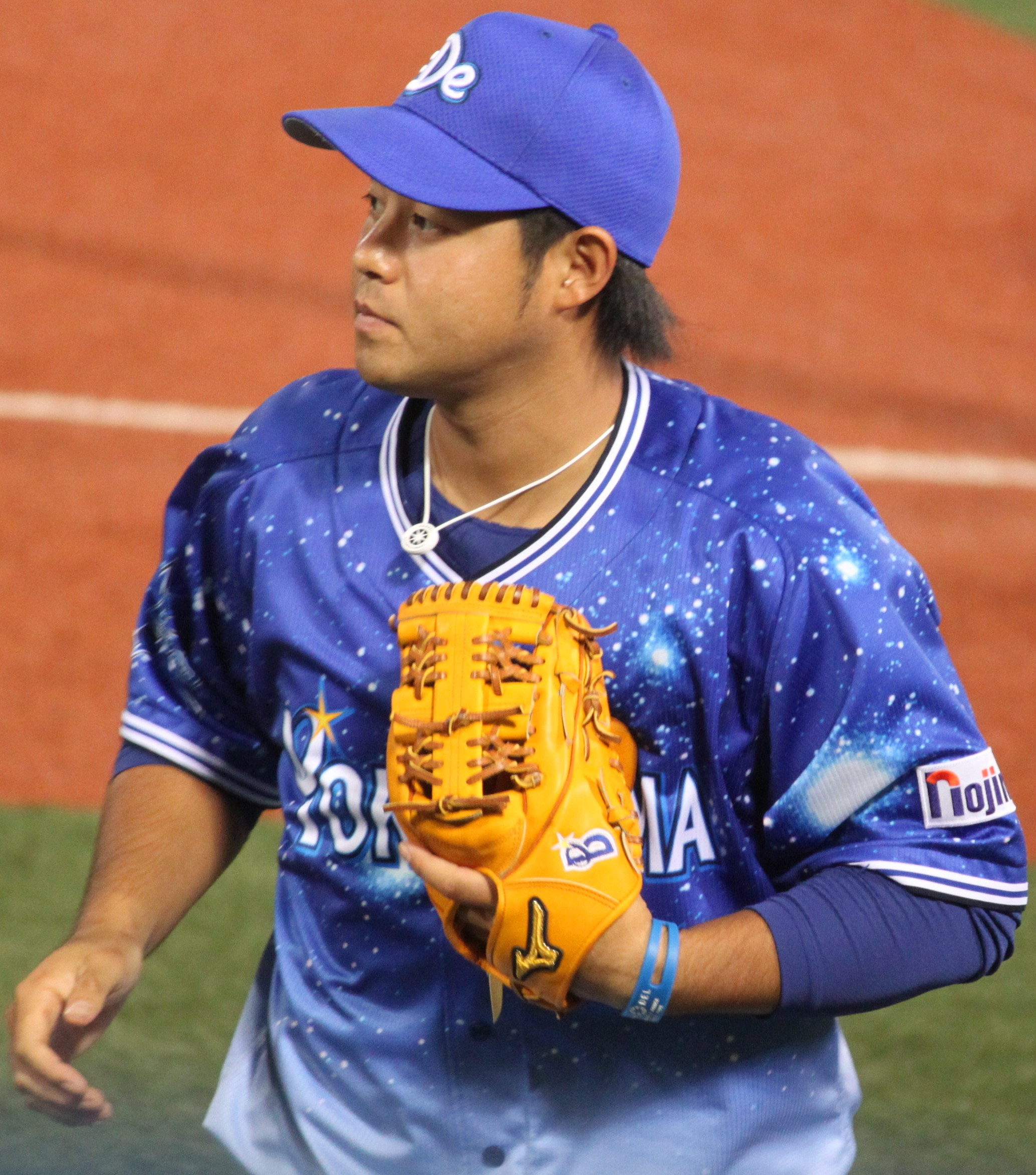
2013年8月3日 横浜スタジアム

- 体つきと風貌から、「ハマのプーさん」と呼ばれている[95]。なお、子供の頃は髪の量が多かったことから「ウニ」と呼ばれていたという[96]。また、チームメイト（当時）の後藤武敏には、その鮮やかな当たりが落合博満を思わせるということで「小さい落合」の意味で「コチアイ」というニックネームを付けられている[97]。
- 前年までと比べ、101試合と大幅に出場試合数を増やして飛躍のシーズンになった2016年は、夏に行われたインタビューにて「毎日毎日、必死でやっています。全力でやっているので、そういうところを見てもらえたら。試合に出してもらえるんだったらどこでもいい。どこでも守りますし、どこの打順でも打たせてもらえるんだったら、そこで結果を出したいと思います」と述べている[82]。
- 同郷で同姓のセガサミーの先輩である宮﨑祐樹とは親交があり、毎年自主トレを共に行っていた[98]。2019年に祐樹がオリックスから戦力外通告を受けた際には、12球団トライアウトに向け、伊藤光らと共に祐樹の練習を手伝った[99]。
- 夏場が苦手なことを自認。2017年以降の夏場には、温度1桁台の氷風呂と常温の風呂へ交互に入ることを、球場や自宅での日課に取り入れている[100]。
- 2017年から打席で演奏される応援歌はかつて在籍した小田嶋正邦のテーマを継承したもの（キーは異なる。なお、この応援歌は同僚の飛雄馬も候補者であり、2016年に活躍した方に継承する方針で、宮﨑に軍配が上がった）[101]。
- 背番号の51は、日本ハム、ヤクルトなどで活躍した大杉勝男が由来。スカウトの吉田孝司が「宮﨑の力強いバッティングが大杉さんに重なって見えた」と後に明かしている。[102]

## 詳細情報

### 年度別打撃成績
| 年 度      | 球 団      | 試 合 | 打 席 | 打 数 | 得 点 | 安 打 | 二 塁 打 | 三 塁 打 | 本 塁 打 | 塁 打 | 打 点 | 盗 塁 | 盗 塁 死 | 犠 打 | 犠 飛 | 四 球 | 敬 遠 | 死 球 | 三 振 | 併 殺 打 | 打 率 | 出 塁 率 | 長 打 率 | O P S |
| ---------- | ---------- | ----- | ----- | ----- | ----- | ----- | -------- | -------- | -------- | ----- | ----- | ----- | -------- | ----- | ----- | ----- | ----- | ----- | ----- | -------- | ----- | -------- | -------- | ----- |
| 2013       | DeNA       | 33    | 58    | 52    | 7     | 13    | 2        | 0        | 2        | 21    | 5     | 0     | 0        | 0     | 1     | 2     | 0     | 3     | 11    | 1        | .250  | .310     | .404     | .720  |
| 2014       | DeNA       | 5     | 13    | 13    | 0     | 2     | 1        | 0        | 0        | 3     | 0     | 0     | 0        | 0     | 0     | 0     | 0     | 0     | 3     | 0        | .154  | .154     | .231     | .385  |
| 2015       | DeNA       | 58    | 163   | 152   | 13    | 44    | 8        | 0        | 1        | 55    | 10    | 0     | 0        | 0     | 1     | 6     | 0     | 4     | 21    | 5        | .289  | .331     | .362     | .693  |
| 2016       | DeNA       | 101   | 335   | 302   | 31    | 88    | 16       | 0        | 11       | 137   | 36    | 0     | 0        | 0     | 0     | 25    | 0     | 8     | 30    | 12       | .291  | .361     | .454     | .815  |
| 2017       | DeNA       | 128   | 523   | 480   | 53    | 155   | 28       | 1        | 15       | 230   | 62    | 0     | 0        | 0     | 1     | 38    | 1     | 4     | 47    | 23       | .323  | .377     | .479     | .856  |
| 2018       | DeNA       | 142   | 590   | 551   | 71    | 175   | 34       | 0        | 28       | 293   | 71    | 0     | 0        | 0     | 0     | 38    | 3     | 1     | 45    | 16       | .318  | .363     | .532     | .894  |
| 2019       | DeNA       | 114   | 473   | 433   | 54    | 123   | 22       | 1        | 15       | 192   | 49    | 0     | 0        | 0     | 5     | 32    | 2     | 3     | 35    | 13       | .284  | .334     | .443     | .777  |
| 2020       | DeNA       | 113   | 460   | 429   | 47    | 129   | 26       | 1        | 14       | 199   | 53    | 0     | 0        | 0     | 3     | 24    | 2     | 4     | 29    | 15       | .301  | .341     | .464     | .805  |
| 2021       | DeNA       | 141   | 569   | 519   | 61    | 156   | 32       | 0        | 16       | 236   | 73    | 0     | 0        | 0     | 5     | 41    | 3     | 4     | 53    | 15       | .301  | .353     | .455     | .808  |
| 2022       | DeNA       | 122   | 482   | 434   | 51    | 130   | 24       | 1        | 16       | 204   | 50    | 0     | 0        | 0     | 2     | 44    | 9     | 2     | 35    | 16       | .300  | .365     | .470     | .835  |
| 2023       | DeNA       | 124   | 461   | 408   | 47    | 133   | 27       | 0        | 20       | 220   | 71    | 1     | 0        | 0     | 4     | 41    | 6     | 8     | 43    | 14       | .326  | .395     | .539     | .934  |
| 2024       | DeNA       | 125   | 469   | 410   | 49    | 116   | 24       | 0        | 14       | 182   | 56    | 1     | 1        | 0     | 1     | 52    | 11    | 6     | 29    | 9        | .283  | .371     | .444     | .815  |
| 通算：12年 | 通算：12年 | 1205  | 4594  | 4181  | 484   | 1264  | 244      | 4        | 152      | 1972  | 536   | 2     | 1        | 0     | 23    | 343   | 37    | 47    | 380   | 139      | .302  | .360     | .472     | .832  |

- 2024年度シーズン終了時
- 各年度の太字はリーグ最高

### 年度別打撃成績所属リーグ内順位
| 年 度 | 年 齢 | リ ｜ グ   | 打 率 | 安 打 | 二 塁 打 | 三 塁 打 | 本 塁 打 | 打 点 | 盗 塁 | 出 塁 率 |
| ----- | ----- | ---------- | ----- | ----- | -------- | -------- | -------- | ----- | ----- | -------- |
| 2013  | 25    | セ・リーグ | -     | -     | -        | -        | -        | -     | -     | -        |
| 2014  | 26    | セ・リーグ | -     | -     | -        | -        | -        | -     | -     | -        |
| 2015  | 27    | セ・リーグ | -     | -     | -        | -        | -        | -     | -     | -        |
| 2016  | 28    | セ・リーグ | -     | -     | -        | -        | -        | -     | -     | -        |
| 2017  | 29    | セ・リーグ | 1位   | 7位   | 8位      | -        | -        | -     | -     | 8位      |
| 2018  | 30    | セ・リーグ | 8位   | 2位   | 3位      | -        | 8位      | -     | -     | -        |
| 2019  | 31    | セ・リーグ | -     | -     | -        | -        | -        | -     | -     | -        |
| 2020  | 32    | セ・リーグ | 7位   | 6位   | 7位      | -        | -        | -     | -     | -        |
| 2021  | 33    | セ・リーグ | 7位   | 5位   | 5位      | -        | -        | 6位   | -     | -        |
| 2022  | 34    | セ・リーグ | 4位   | -     | -        | -        | -        | -     | -     | 4位      |
| 2023  | 35    | セ・リーグ | 1位   | 10位  | 9位      | -        | 8位      | 7位   | -     | 2位      |
| 2024  | 36    | セ・リーグ | 9位   | -     | 10位     | -        | 10位     | -     | -     | 4位      |

- 太字年度は規定打席到達年度
- -は10位未満（打率、出塁率は規定打席未到達の場合も-と表記）

### 年度別守備成績
| 年 度 | 球 団 | 一塁  | 一塁  | 一塁  | 一塁  | 一塁  | 一塁     | 二塁  | 二塁  | 二塁  | 二塁  | 二塁  | 二塁     | 三塁  | 三塁  | 三塁  | 三塁  | 三塁  | 三塁     |
| 年 度 | 球 団 | 試 合 | 刺 殺 | 補 殺 | 失 策 | 併 殺 | 守 備 率 | 試 合 | 刺 殺 | 補 殺 | 失 策 | 併 殺 | 守 備 率 | 試 合 | 刺 殺 | 補 殺 | 失 策 | 併 殺 | 守 備 率 |
| ----- | ----- | ----- | ----- | ----- | ----- | ----- | -------- | ----- | ----- | ----- | ----- | ----- | -------- | ----- | ----- | ----- | ----- | ----- | -------- |
| 2013  | DeNA  | -     | -     | -     | -     | -     | -        | 4     | 7     | 7     | 0     | 1     | 1.000    | 11    | 10    | 16    | 0     | 3     | 1.000    |
| 2014  | DeNA  | -     | -     | -     | -     | -     | -        | 3     | 9     | 5     | 1     | 2     | .933     | 1     | 0     | 0     | 0     | 0     | ----     |
| 2015  | DeNA  | 3     | 19    | 1     | 0     | 0     | 1.000    | 40    | 67    | 88    | 0     | 12    | 1.000    | 1     | 0     | 0     | 0     | 0     | ----     |
| 2016  | DeNA  | 21    | 165   | 10    | 1     | 5     | .994     | 42    | 59    | 84    | 1     | 15    | .993     | 29    | 16    | 42    | 2     | 3     | .967     |
| 2017  | DeNA  | 5     | 16    | 1     | 0     | 1     | 1.000    | 6     | 12    | 14    | 1     | 4     | .963     | 119   | 49    | 209   | 8     | 18    | .970     |
| 2018  | DeNA  | 3     | 4     | 0     | 0     | 0     | 1.000    | -     | -     | -     | -     | -     | -        | 140   | 79    | 211   | 11    | 23    | .963     |
| 2019  | DeNA  | -     | -     | -     | -     | -     | -        | -     | -     | -     | -     | -     | -        | 113   | 55    | 181   | 5     | 14    | .979     |
| 2020  | DeNA  | -     | -     | -     | -     | -     | -        | -     | -     | -     | -     | -     | -        | 112   | 53    | 170   | 6     | 18    | .974     |
| 2021  | DeNA  | -     | -     | -     | -     | -     | -        | -     | -     | -     | -     | -     | -        | 140   | 96    | 240   | 5     | 33    | .985     |
| 2022  | DeNA  | -     | -     | -     | -     | -     | -        | -     | -     | -     | -     | -     | -        | 119   | 78    | 171   | 9     | 17    | .965     |
| 2023  | DeNA  | -     | -     | -     | -     | -     | -        | -     | -     | -     | -     | -     | -        | 113   | 65    | 173   | 9     | 18    | .964     |
| 2024  | DeNA  | -     | -     | -     | -     | -     | -        | -     | -     | -     | -     | -     | -        | 116   | 65    | 165   | 9     | 12    | .962     |
| 通算  | 通算  | 32    | 204   | 12    | 1     | 6     | .995     | 95    | 154   | 198   | 3     | 34    | .992     | 1014  | 566   | 1578  | 64    | 159   | .971     |

- 2024年度シーズン終了時
- 各年度の太字はリーグ最高
- 太字年はゴールデングラブ賞受賞年

### タイトル
- 首位打者：2回（2017年、2023年）

### 表彰
- ベストナイン：3回（三塁手部門：2017年、2018年、2023年）
- ゴールデングラブ賞：2回（三塁手部門：2018年、2023年）
- スカパー! ドラマティック・サヨナラ賞年間大賞：1回（2017年[103]）
- 月間サヨナラ賞：1回（2017年8月[104]）
- 月間MVP：1回（打者部門：2023年3・4月[105]）
- 日本シリーズ敢闘選手賞：1回（2017年）
- オールスターゲーム敢闘選手賞：2回（2018年第2戦、2023年第1戦）
- オールスターゲーム マイナビ賞：1回（2018年）
- ホームランダービー 日産EV No.1賞：1回（2023年）

### 記録
初記録
- 初出場：2013年5月20日、対オリックス・バファローズ2回戦（京セラドーム大阪）、8回表にアレックス・ラミレスの代走で出場
- 初打席：2013年5月25日、対千葉ロッテマリーンズ1回戦（横浜スタジアム）、7回裏に小林寛の代打で出場、中郷大樹から三塁ゴロ
- 初先発出場：2013年6月2日、対北海道日本ハムファイターズ3回戦（旭川スタルヒン球場）、「6番・三塁手」で先発出場
- 初安打・初打点：同上、1回表に武田勝から左中間2点適時二塁打
- 初本塁打：同上、8回表に根本朋久から左越ソロ[35]
- 初盗塁：2023年9月25日、対読売ジャイアンツ23回戦（横浜スタジアム）、4回裏に二盗（投手：ヨアンダー・メンデス、捕手：大城卓三）[106]

節目の記録
- 100本塁打：2021年9月29日、対東京ヤクルトスワローズ22回戦（明治神宮野球場）、2回表に小川泰弘から中越ソロ ※史上304人目[35]
- 1000安打：2022年9月17日、対広島東洋カープ25回戦（横浜スタジアム）、1回裏に玉村昇悟から右前適時打 ※史上315人目[107]
- 1000試合出場：2023年6月1日、対東北楽天ゴールデンイーグルス3回戦（楽天モバイルパーク宮城）、「3番・三塁手」で先発出場 ※史上520人目、球団名がDeNAになった後に入団した選手では初[108]
- 150本塁打：2024年9月21日、対阪神タイガース22回戦（横浜スタジアム）、5回裏に島本浩也から左中間越3ラン※史上181人目[75]

その他の記録
- 通算1075試合目でプロ初盗塁 ※史上最遅[106]
- オールスターゲーム出場：4回（2017年、2018年、2023年、2024年）

### 背番号
- 51（2013年 - ）

### 登場曲
- 「心絵」ロードオブメジャー